# Filth Hounds of Hades
| Recensione | Giudizio |
| ---------- | -------- |
| AllMusic   |          |

Filth Hounds of Hades è il primo album del gruppo musicale heavy metal Tank, pubblicato nel 1982 dall'etichetta discografica Kamaflage.

## Il disco
L'album è stato prodotto da "Fast" Eddie Clarke e registrato tra dicembre 1981 e gennaio 1982 nei Ramport Studios a Londra.
L'uscita avvenne in concomitanza con l'espansione della NWOBHM e musicalmente si ispira ai primi lavori dei Motörhead. Alcune canzoni si contraddistinguono per i ritmi sostenuti, mentre altre adottano un approccio meno aggressivo, senza però perdere in pesantezza a livello sonoro.
Pubblicato inizialmente in LP e musicassetta, l'album è stato ristampato varie volte in vinile e su nastro nel corso degli anni per essere poi digitalizzato su CD a partire dal 1991. L'edizione rimasterizzata in CD in versione digipak, pubblicata nel 2009 da Metal Mind Productions, contiene alcune tracce bonus prese dall'EP Don't Walk Away (tracce 11-13) e dai singoli Don't Walk Away (live) (14-15), (He fell in love with a) Stormtrooper (16-17) e Turn Your Head Around (18).

## Tracce
1. Shellshock – 3:10
2. Struck By Lightning – 3:10
3. Run Like Hell – 3:40
4. Blood, Guts & Beer – 3:42
5. T.W.D.A.M.O. (That's What Dreams Are Made Of) – 5:32
6. Turn Your Head Around – 3:25
7. Heavy Artillery – 3:28
8. Who Needs Love Songs – 3:06
9. Filth Hounds of Hades – 3:56
10. (He Fell in Love with a) Stormtrooper – 5:17

Tracce bonus nella ristampa digipak
1. Don't Walk Away
2. Shellshock – (Differente dalla versione dell'album)[4]
3. Hammer On
4. Don't Walk Away – Live
5. The Snake
6. (He Fell in Love With a) Stormtrooper – (Differente dalla versione dell'album)[4]
7. Blood, Guts & Beer – Live
8. Steppin' On a Landmine

## Formazione
- Algy Ward - voce, basso
- Peter Brabbs - chitarra
- Mark Brabbs - batteria